# AN/SLQ-25 Nixie
Pour les articles homonymes, voir Nixie.

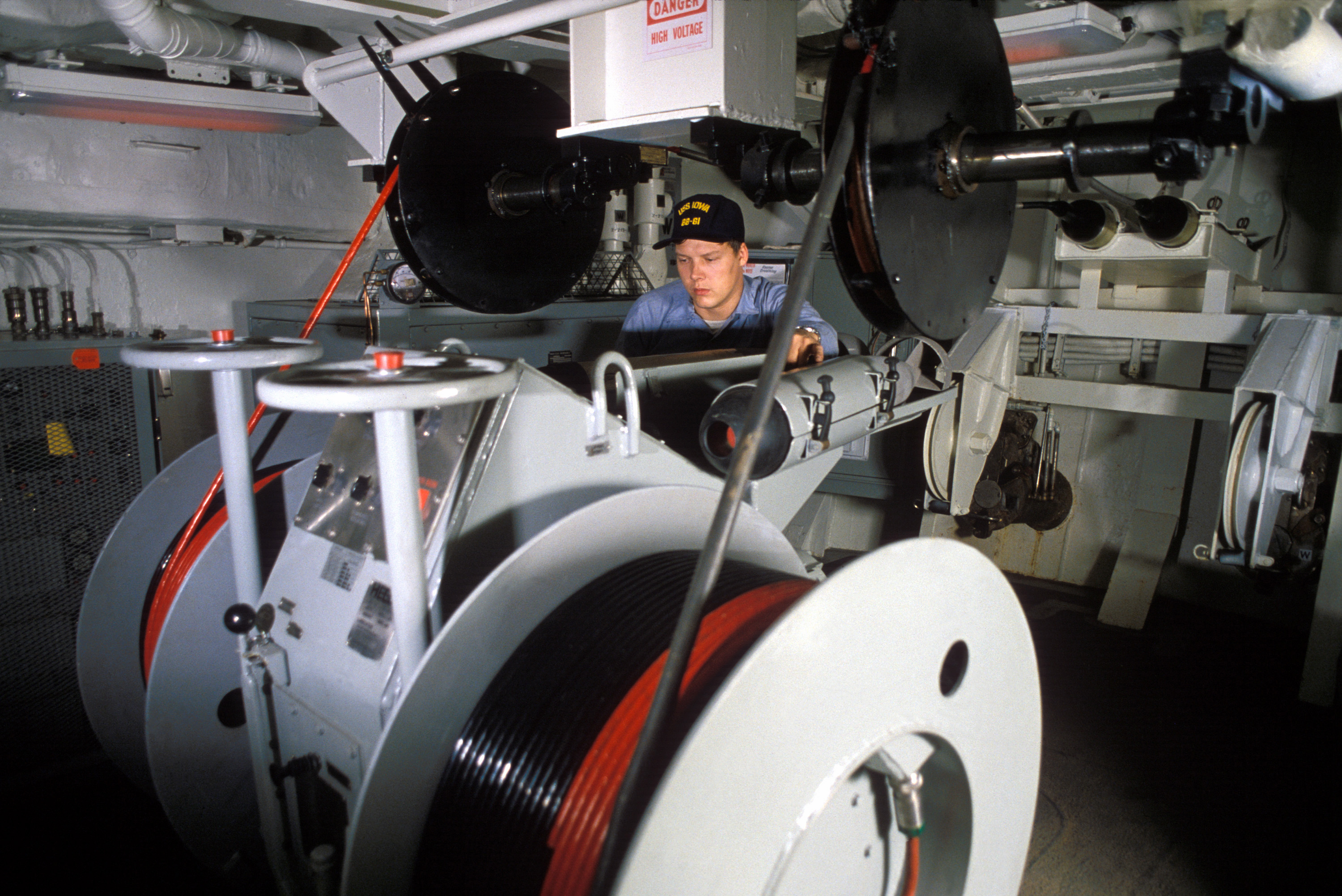
SLQ-25 Nixie à bord de l'.

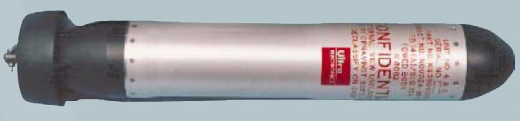
Leurre remorqué TB-14A du système de contre-mesures anti-torpilles AN/SLQ-25A/C "Nixie".

Le AN/SLQ-25 Nixie et ses variantes sont des leurres anti-torpilles constitués d'un leurre remorqué TB-14A et d'un générateur de signal embarqué.

## Opérateurs militaires
- Espagne, Classe Santa María
- États-Unis, USS Harry S. Truman (CVN-75)